# Joe Blasco
Joe Blasco (* 30. April 1947 in Greensburg, Pennsylvania) ist ein US-amerikanischer Maskenbildner. Er arbeitete 35 Jahre lang in Hollywood und begleitete dort große Filmproduktionen. Er gründete außerdem seine eigene Kosmetikfirma, die Joe Blasco School.
In den 1970er- und 1980er-Jahren arbeitete Blasco für Shows der großen amerikanischen Fernsehsender, darunter The Red Skelton Show, Jim Nabors Show, Barney Miller, The Dating Game, The Newlywed Game, General Hospital, Good Morning America und The Carol Burnett Show. In Hollywood war der persönliche Maskenbildner für Größen wie Orson Welles, Olivia Newton-John, Marlene Dietrich, Lauren Bacall und Bette Midler.
Während er bei den großen Fernseh- und Filmstudios sein Geld verdiente, suchte er aber auch stets nach anderen Herausforderungen. Er gestaltete das oft eindrucksvolle Make-up bei Horror- und anderen Filmen, darunter Garden of Eden, Albert Einstein – The Man Behind the Genius, Leonardo da Vinci Ilsa, She Wolf of the SS, Werewolf of Woodstock, Track of the Moon Beast und David Cronenbergs Shivers. Er erfand die bladder technique, mit der in Horrorfilmen sich bewegende, ausbeulende Blasen und Ausschläge auf der Haut dargestellt werden.
Im Jahr 1976 eröffnete er das Joe Blasco Make-up Training Center in Hollywood. Die Schule war so erfolgreich, dass er 1991 eine zweite in Orlando, Florida eröffnen konnte. Seit 1983 stellt er seine eigene Kosmetikprodukte her, die weltweit vertrieben werden. Auch hier liegt ein besonderes Augenmerk auf Kosmetika für Spezialeffekte auf der Bühne.
Blasco wurde 2004 mit dem „Distinguished Achievement Award“ in der Kategorie Make-up des United States Institute for Theatre Technology (USITT) ausgezeichnet.